# Victor D’Hondt
Victor d’Hondt, född 20 november 1841 i Gent, död 30 maj 1901, var en belgisk rättslärd.
d'Hondt var  från 1885 professor i civilrätt vid Gents universitet. Han var en av de mest framträdande kämparna för den proportionella valmetoden. 1882 gav han i Bryssel ut Système pratique et raisonné de représentation proportionelle, som med sin klarhet och precision blev epokgörande i proportionalismens historia. Den så kallade d'Hondts metod, som fick omfattande praktisk användning i bland annat Sverige, innebär att vid fördelningen av platserna mellan tävlande partier tillfaller platserna successivt partierna efter storleken av dessas "jämförelsetal".